# Бойовик
Бойовик (рідше Екшен від англ. action movie, дослівно — «фільм дії») — поєднує в собі драматичний жанр фільму разом з нестримними діями: бійки, автомобільні переслідування, вибухи, стрілянина тощо. Жанр, в основному, показує самостійні намагання героя відновити справедливість, що нерідко переростає у маленьку війну. Проте, не слід плутати екшени з фільмами про війну.

## Сходження екшену
Жанр, хоча і був популярний ще з 1950-х, не ставав панівною формою у Голлівуді аж до 1980-х та 1990-х, коли в екшенах почали зніматися такі актори, як Арнольд Шварценеггер, Брюс Вілліс та Сільвестер Сталлоне. Фільм 1988 року Міцний горішок (англ. Die Hard) дуже сильно вплинув на розвиток жанру у наступному десятилітті. У фільмі, Брюс Вілліс грає нью-йоркського детектива поліції, який ненароком вплутується у терористичний акт із захоплення офісної будівлі в Лос-Анджелесі. Фільм створив шаблон для низки наслідувачів, що часто використовували ту ж формулу, але за різних сюжетних умов.
Екшени мають тенденцію до величезних бюджетних витрат на спецефекти та автомобільні переслідування, особливо, коли потрібно розбити кілька десятків машин. Жанр, в основному, став суто американським, хоча існує пристойна кількість фільмів з Гонконгу, які є, головним чином, сучасними варіантами фільмів бойових мистецтв. Завдяки цьому, екшени Гонконгу ґрунтуються на акробатичних уміннях головного героя, натомість американські екшени особливі своїми масштабними вибухами та сучасними технологіями.

## Сучасні напрями
Сучасні напрями екшенів містять постановку більш продуманих бойових сцен, можливо, завдяки успішному використанню елементів бойових мистецтв, таких як кунг фу та карате, у вестернах. Сьогодні актори екшенів більш обізнані у мистецтві та естетиці бою, ніж у минулому, вже не кажучи про визнаних бійців, таких як Джет Лі. Зараз можна розрізнити фільми жанру, що ґрунтуються на перегонах, наприклад: Перевізник, та ті, що ґрунтуються на інших бойових прийомах, таких як вибухи та безмірна стрілянина, наприклад: Смертельна зброя. Хоча більшість екшенів поєднують обидва елементи.
Головними елементами, важливими для прихильників «класичного екшену» (маються на увазі, екшени, що наслідують формулу «Міцного горішка») є: вибухи, стрілянина, погоні, та кінцівка, де головний герой вбиває головного негативного героя або завдає поразки у двобої. Фільми, в яких недостатньо подібних елементів, можуть не сподобатись прихильникам (а це переважно доросла аудиторія, що споглядає екшени, починаючи з 1970-х років) або навіть провалитися у прокаті. В той час, як дехто оцінює збільшення використання бойових мистецтв та вкраплення витівок супергероя Матриці, значній частині аудиторії не подобаються подібні зміни і вони надалі надають перевагу концепції «більше вибухів, більше стрілянини, більше переслідувань та більше різанини — краще».
Декілька загальних різновидів екшенів беруть початок з виходу серій про Джеймса Бонда (багато шпигунських елементів у фільмах використовується і сьогодні). Популярним елементом є автомобільні переслідування або погоні — ця особливість є майже звичайною для екшенів.
Іншим головним елементом жанру, що використовується у багатьох екшенах, є нерозв'язаний кульмінаційний момент, що створює мексиканську позицію між двома або кількома головними героями.

## Феміністична теорія
Теорія феміністичних фільмів була використана для аналізу екшенів, що завдячують своїй рідкій відмінності від основного зразка. Розбіжність чоловіком, який контролює сцену, та жінкою, яка майже завжди є лише об'єктом залицяння, дуже чітка майже в усіх таких фільмах. Хоча жіночі персонажі в більшості екшенів просто об'єкти: приз для переможця, заручники, люблячі дружини і тому подібне, проте в роботах Джеймса Кемерона та Кетрін Бігелоу спостерігався напрямок до сильніших жіночих персонажів. Однак, починаючи з 1970-х, в більшості екшенів жіночі персонажі зазвичай зображувалися як несвідомі та неспроможні до тверезого судження. Ці персонажі спроможні ненавмисно зробити життя героя важчим.
Фентезі фільм «Конан-варвар» був першим екшеном, одним з героїв котрого, Сендал Бергман, була сильна жінка, незалежна від керівного лідерства чоловіка. Таким чином, екранізація однієї з глав Конана була розглянута як прототип ефекту сильної жінки, що потрапив у Голлівуд наприкінці XX ст., коли з'являлося дедалі більше екшенів з могутніми жінками лідерами, від комедійних (напр. «Янголи Чарлі») до фільмів, головним напрямом яких є бойові мистецтва — «Вбити Білла» та «Еон Флакс». Справжнім викликом чоловікові став вихід такої стрічки, як «Солдат Джейн» (GI Jane) із Демі Мур у головній ролі, яка пропагувала ідею, що для жінки також немає нічого неможливого.

## Піджанри
- Драматичний бойовик — Поєднує набір елементів класичного екшена та серйозні теми, проникливих персонажів та/або емоційну силу. Цей піджанр можна прослідкувати від початків екшена. «Третя людина» Грема Гріна є найкращим зразком цього піджанру.
- Комедійний бойовик — Суміш екшену та комедії зазвичай базується на розбіжності партнерів. Піджанр комедійного бойовика поновився після виходу серій «Смертельної зброї» у 1980-х та 1990-х.
- Бойовик-трилер — Має елементи екшену/пригодницького фільму (погоні, стрілянина, вибухи) та трилеру (explosions) and thriller (закручування сюжету, невідомість, герой в небезпеці). Більшість фільмів Альфреда Гічкока та серії фільмів про Джеймса Бонда демонструють цей популярний піджанр.
- Пограбування — Головні герої виконують пограбування із суто альтруїстичних міркувань або як антигерої. Стрічка «Живеш тільки раз», основана на подвигах Бонні та Клайда, була одною з перших зразків цього піджанру.
- Перегони - дія фільму відбувається переважно на трасі або пов'язана з автомобілями. Типовий приклад - франшизи "Форсаж" та "Перевізник".
- Міцний горішок — Історія оповідається в обмежених локаціях (одна будівля або транспорт) захоплені або під загрозою ворожих агентів. Цей піджанр розпочався стрічкою «Міцний горішок», проте став популярним у Голлівуді завдяки прихильності мас та відносній простоті побудови проєкту. Серед інших прикладів - "Швидкість".
- Науково-фантастичний бойовик — Будь-який інший піджанр екшену можна віднести до наукової фантастики. Стрічки «Зоряних війн» започаткували сучасне дослідження цієї комбінації високого дійового вмісту з футуристичними задатками у 1970-х роках, що продовжилося до 1990-х.Нині активно використовується майже у кожному другому екшену.
- Бойовик-жахи — Подібно науково-фантастичним екшенам, будь-який піджанр можна поєднати з елементами фільмів жахів для вироблення піджанру, який стає все більш і популярнішим. Монстри, роботи та багато інших елементів жаху було використано в екшенах. Такі стрічки були частково популярними у 1950-х. У 1980-х «Чужі» відрекомендували потенційний гібрид наукової фантастики, екшену та фільму жахів, які залишаються популярними і дотепер.